# Rhys Taylor
Rhys Francis Taylor (Neath, Glamorgan del Oeste, Gales, 7 de abril de 1990) es un futbolista profesional galés. Se desempeña como guardameta y actualmente milita en el Macclesfield Town de la Football League Two de Inglaterra.

## Trayectoria
Antes de unirse al Chelsea FC, Rhys estuvo a prueba en varios equipos, incluyendo el Manchester United. En 2005, Rhys se unió a la Academia del Chelsea Football Club. Ese mismo año, Rhys tuvo la oportunidad de disputar la Milk Cup con el equipo Sub-16, cuando contaba con tan sólo 15 años de edad. En dicha competencia, Rhys tuvo buenas actuaciones, estableciéndose en dicha categoría.
En la temporada 2006-07, Rhys fue promovido al equipo juvenil.Sin embargo, Rhys solamente disputó 12 partidos, debido a que luchaba por la titularidad con James Russell y Nick Hamann. En la temporada 2007-08, Rhys firmó un contrato profesional con el Chelsea, además de haber sido promovido al equipo de reservas con tan sólo 17 años de edad, en el que rápidamente se convirtió en el titular indiscutible. También fue promovido de emergencia al primer equipo, debido a que Petr Čech y Carlo Cudicini estaban lesionados. Se le asignó el dorsal #30. Rhys fue llamado para disputar 2 partidos de Premier League ante el Newcastle United y ante el Fulham FC y para un partido de FA Cup ante el Queens Park Rangers. Sin embargo, Rhys no logró hacer su debut, ya que Henrique Hilário se convirtió provisoriamente en el guardameta titular. Además, Rhys disputó la FA Youth Cup con el equipo juvenil, jugando todos los partidos.
En la temporada 2008-09, Rhys continuó disputando partidos con el equipo de reservas, con el que tuvo buenas actuaciones al inicio de la temporada, acumulando varias porterías imbatidas, lo que hizo que fuera llamado a la selección de Gales para un amistoso, aunque no debutó. En febrero de 2009, Rhys sufrió una conmoción cerebral durante un partido amistoso ante el St. Patrick's Athletic, lo que puso fin a su participación en la temporada.
En la temporada 2009-10, Rhys fue cedido en préstamo durante un mes al Queens Park Rangers el 20 de diciembre de 2009, aunque no logró disputar ningún partido. Rhys tuvo la oportunidad de disputar partidos con el primer equipo, debido a que Petr Čech y Henrique Hilário estaban lesionados. Fue llamado para disputar un partido de Premier League ante el West Ham United y para un partido de Liga de Campeones ante el Inter de Milán. Sin embargo, no llegó a debutar, ya que Ross Turnbull se convirtió provisoriamente en el guardameta titular.
El 7 de julio de 2010, Rhys fue cedido en préstamo al Crewe Alexandra de la Football League Two durante 2 meses. Rhys debutó con el Crewe el 12 de julio de 2010 ante el Quorn FC en un partido amistoso, en donde fue parte fundamental para que el Crewe se impusiera por 4-0. Su debut con el Crewe en la liga fue el 7 de agosto de 2010 ante el Hereford United. En ese partido, el Crewe fue derrotado por 1-0. Su debut con el Crewe en la Football League Cup fue tres días después ante el Derby County. En ese partido, el Crewe se impuso por 1-0. Su segundo partido en la liga fue el 14 de agosto de 2010 ante el Cheltenham Town. En ese partido, el Cheltenham se impuso por 3-2. A pesar de que su equipo apenas lograba sacar las victorias, Rhys se convirtió en el titular indiscutible, habiendo sido contratado como reemplazo del guardameta lesionado Steve Phillips, quien después de su recuperación fue relegado a la banca. Por tal motivo, un día antes de que terminara su período de cesión con el Crewe, Rhys extendió su préstamo hasta el final de la temporada 2010-11.

## Selección nacional
Ha representado a la selección de Gales en categorías inferiores. 

## Clubes
| Club                | País       | Año            |
| ------------------- | ---------- | -------------- |
| Chelsea FC          | Inglaterra | 2007-2012      |
| Queens Park Rangers | Inglaterra | 2009-2010      |
| Crewe Alexandra     | Inglaterra | 2010-2011      |
| Rotherham United    | Inglaterra | 2012           |
| Southend United     | Inglaterra | 2012-2013      |
| Preston North End   | Inglaterra | 2013           |
| Macclesfield Town   | Inglaterra | 2013-2015      |
| Newport County      | Gales      | 2015-2016      |
| Wrexham             | Gales      | 2015-2016      |
| AFC Fylde           | Inglaterra | 2016-2018      |
| Tranmere Rovers     | Inglaterra | 2018           |
| Macclesfield Town   | Inglaterra | 2018-presente. |